# Jana Jegorjan
Jana Karapetovna Jegorjan (Russisch: Яна Карапетовна Егорян, Armeens: Յանա Կարապետի Եգորյան, Jana Karapeti Jegorjan) (Jerevan, 20 december 1993) is een Russisch schermster.
Jegorjan werd in 2016 olympisch kampioen individueel en met het Russische team. Jegorjan werd met de Russische  sabelploeg tweemaal wereldkampioen.
Op de Olympische Jeugdzomerspelen 2010 had Jegorjan tweemaal goud gewonnen individueel en in de gemengde teamwedstrijd.

## Resultaten

### Olympische Zomerspelen
| Jaar | Plaats         | Resultaten       |
| ---- | -------------- | ---------------- |
| 2016 | Rio de Janeiro | sabel sabel team |

### Wereldkampioenschappen schermen
| Jaar | Plaats    | Resultaten         |
| ---- | --------- | ------------------ |
| 2013 | Boedapest | sabel team         |
| 2014 | Kazan     | sabel team         |
| 2015 | Moskou    | sabel team         |
| 2018 | Wuxi      | sabel team · sabel |
| 2019 | Boedapest | sabel team         |

2004: Mariel Zagunis ·
2008: Mariel Zagunis · 
2012: Kim Ji-yeon · 
2016: Jana Jegorjan · 
2020: Sofia Pozdnjakova · 
2024: Manon Brunet
2008: Chomrova, Charlan, Poendyk, Zjovnir ·
2016: Djatsjenko, Gavrilova, Jegorjan, Velikaja ·
2020: Nikitina, Pozdnjakova, Velikaja ·
2024: Bakastova, Charlan, Kravatska, Komasjtsjoek